# نيت شاندلير
نيت شاندلير (بالإنجليزية: Nate Chandler)‏ هو لاعب كرة قدم أمريكية أمريكي، ولد في 1 يونيو 1989 في سان دييغو في الولايات المتحدة.

## وصلات خارجية
- نيت شاندلير على موقع مرجع كرة القدم المحترفة.كوم (الإنجليزية)
- نيت شاندلير على موقع كلية كرة القدم في سبورتس رفرنس.كوم (الإنجليزية)